# Pterostylis sargentii
Pterostylis sargentii là một loài thực vật có hoa trong họ Lan. Loài này được C.R.P.Andrews miêu tả khoa học đầu tiên năm 1905.

## Hình ảnh

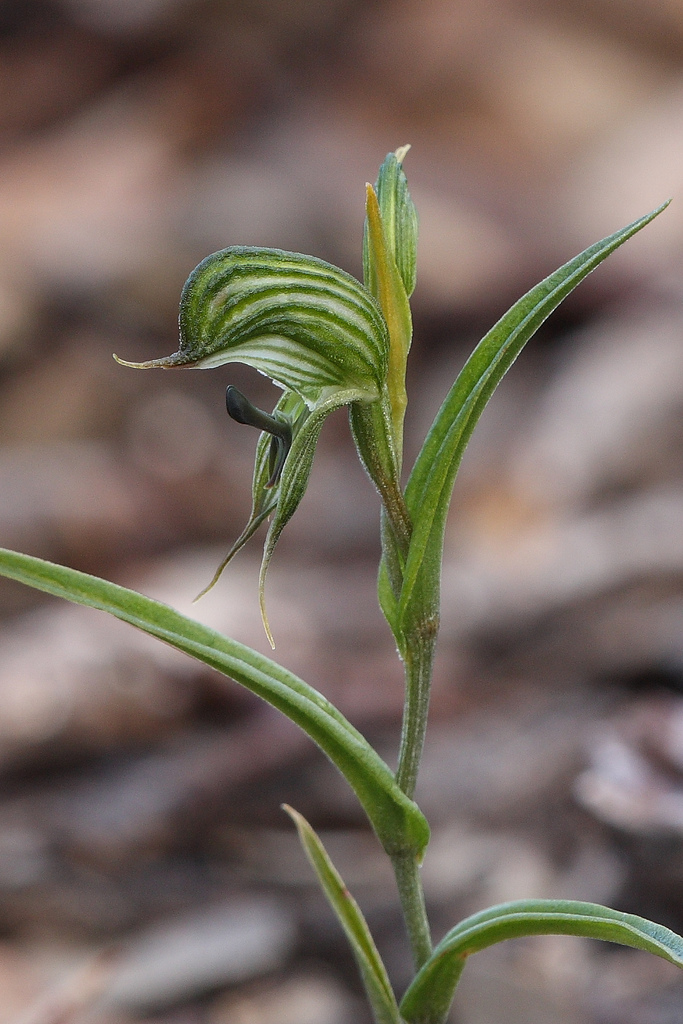